# مارتن رينولدز (منافس ألعاب قوى)
مارتن رينولدز (بالإنجليزية: Martin Reynolds) هو منافس ألعاب قوى بريطاني، ولد في 22 فبراير 1949.

## وصلات خارجية
- مارتن رينولدز على موقع الاتحاد الدولي لألعاب القوى (الإنجليزية)
- مارتن رينولدز على موقع أوليمبيديا (الإنجليزية)
- مارتن رينولدز على موقع اللجنة الأولمبية البريطانية (الإنجليزية)
- مارتن رينولدز على موقع اتحاد ألعاب الكومنولث (مؤرشف) (الإنجليزية)